# Velatice
Velatice jsou obec v okrese Brno-venkov v Jihomoravském kraji, na okraji Dyjsko-svrateckého úvalu. Žije zde 766 obyvatel.

## Název
Nejstarší doklady ukazují podobu Veletice založenou na osobním jméně Velěta, což byla mladší podoba jména Velata (to domácká podoba některého jména začínajícího na Vel-, např. Velebor, Velelub, Velemysl). Výchozí tvar Velatici byl vlastně pojmenováním obyvatel vsi a znamenal "Velatovi lidé". V 18. století bylo v písemných záznamech Veletice pozměněno na Velatice podle místního nářečí, v němž pravidelná změna a > e po měkkých souhláskách nenastala.

## Historie
První písemná zmínka o obci pochází z roku 1288.
Na počátku 17. století zde bylo 18 domů, tři z nich byly po třicetileté válce pusté. V roce 1790 zde bylo už 32 domů se 163 obyvateli, roku 1834 to bylo 43 domů a 260 obyvatel.
V roce 1896 zde byl založen „Odbor tělocvičné jednoty líšeňské ve Velaticích“ – Sokol. V roce 1908 byl založen místní hasičský sbor. V letech 2006–2010 působila jako starostka Marie Švábenská, v letech 2010–2020 tuto funkci vykonával Jan Grolich. Od roku 2020 je starostou Tomáš Šenkyřík.

## Obyvatelstvo
| Rok            | 1869 | 1880 | 1890 | 1900 | 1910 | 1921 | 1930 | 1950 | 1961 | 1970 | 1980 | 1991 | 2001 | 2011 | 2021 |
| -------------- | ---- | ---- | ---- | ---- | ---- | ---- | ---- | ---- | ---- | ---- | ---- | ---- | ---- | ---- | ---- |
| Počet obyvatel | 418  | 459  | 495  | 517  | 570  | 573  | 575  | 592  | 629  | 585  | 522  | 513  | 561  | 648  | 756  |
| Počet domů     | 71   | 76   | 83   | 90   | 113  | 113  | 130  | 145  | 149  | 150  | 145  | 170  | 183  | 200  | 249  |

## Obecní správa

### Obecní symboly
Znak a vlajka byly obci uděleny rozhodnutím předsedy Poslanecké sněmovny Parlamentu České republiky dne 27. března 2000.

## Popis obce
Obec se nachází cca 12 km od Brna. V obci se nachází obchod se smíšeným zbožím, tělocvična, tři venkovní hřiště, mateřská škola a také dětské hřiště. Dále je zde sběrna komunálního odpadu a také sběrna elektrozařízení. Kaple zasvěcená svaté Anně byla vybudována v roce 1909 a každoročně se u ní koná poutní mše svatá a také pravidelné bohoslužby každou středu v 18:30. Za obcí se také nachází rybník s altánkem. Obec se začala výrazně rozšiřovat směrem na sever k obci Mokrá-Horákov. Dříve zde také bývala základní škola.
Budova bývalé školy byla v roce 2016 zrekonstruována a v současné době je využívána jako obecní úřad, knihovna a rodinné centrum. Na okraji obce směrem na Mokrou se také nachází tzv. „Klidová zóna“. V roce 2018 pořídila obec pro své obyvatele štěpkovač na zpracování větví ze stromů.
U obce se nacházejí přírodní památky Velatická slepencová stráň a Vinohrady.

## Doprava
Územím obce prochází dálnice D1 a silnice II/430 v úseku Brno – Rousínov. Dále zde vedou silnice III. třídy:
- III/0471 ze silnice II/430 na Horákov
- III/3833 ze silnice II/430 přes Velatice na Horákov

## Osobnosti
- Jan Grolich (* 1984), hejtman Jihomoravského kraje, člen KDU-ČSL
- Pavel Šenkyřík (* 1976), římskokatolický duchovní

## Galerie

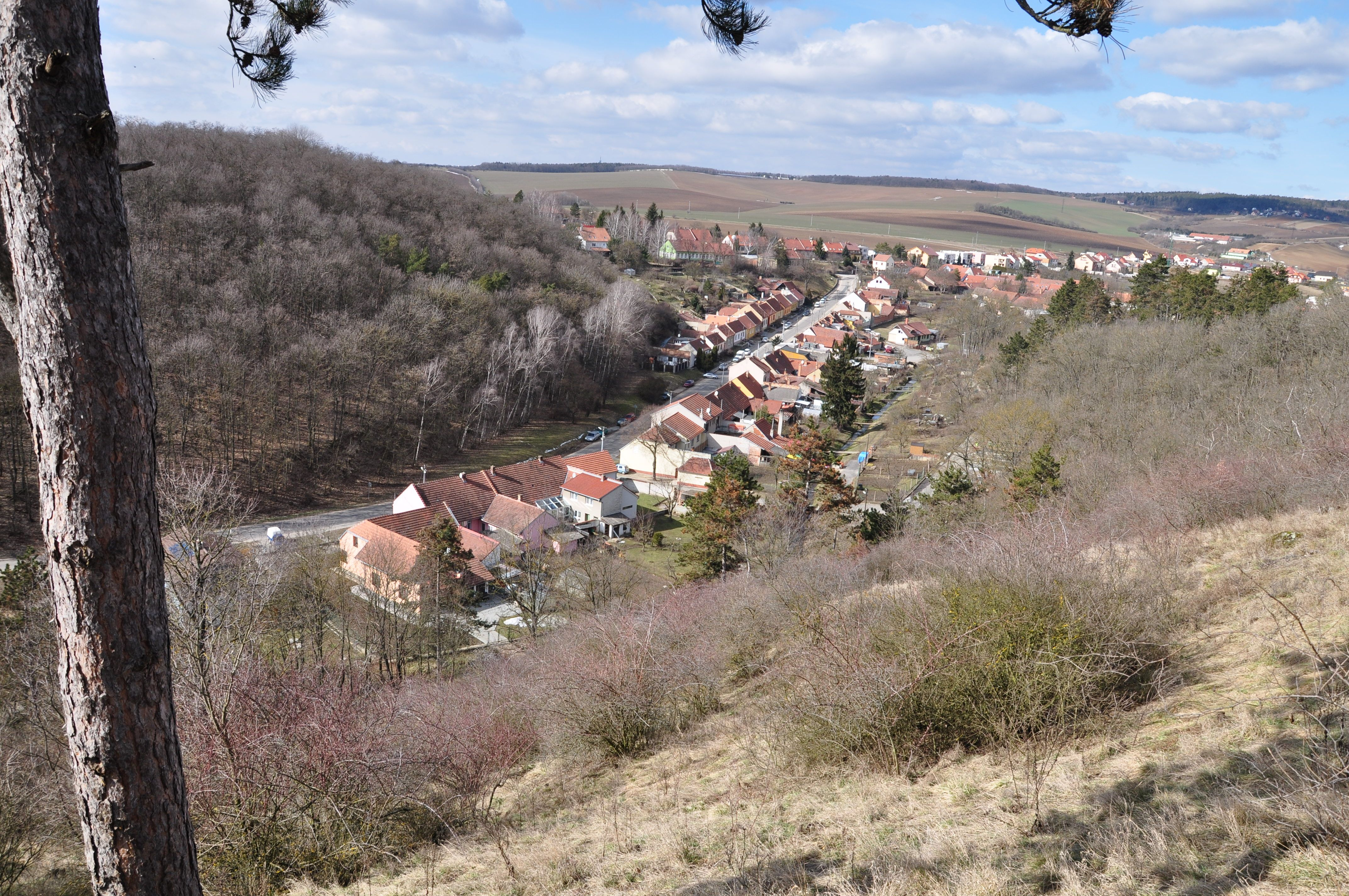
Pohled na obec
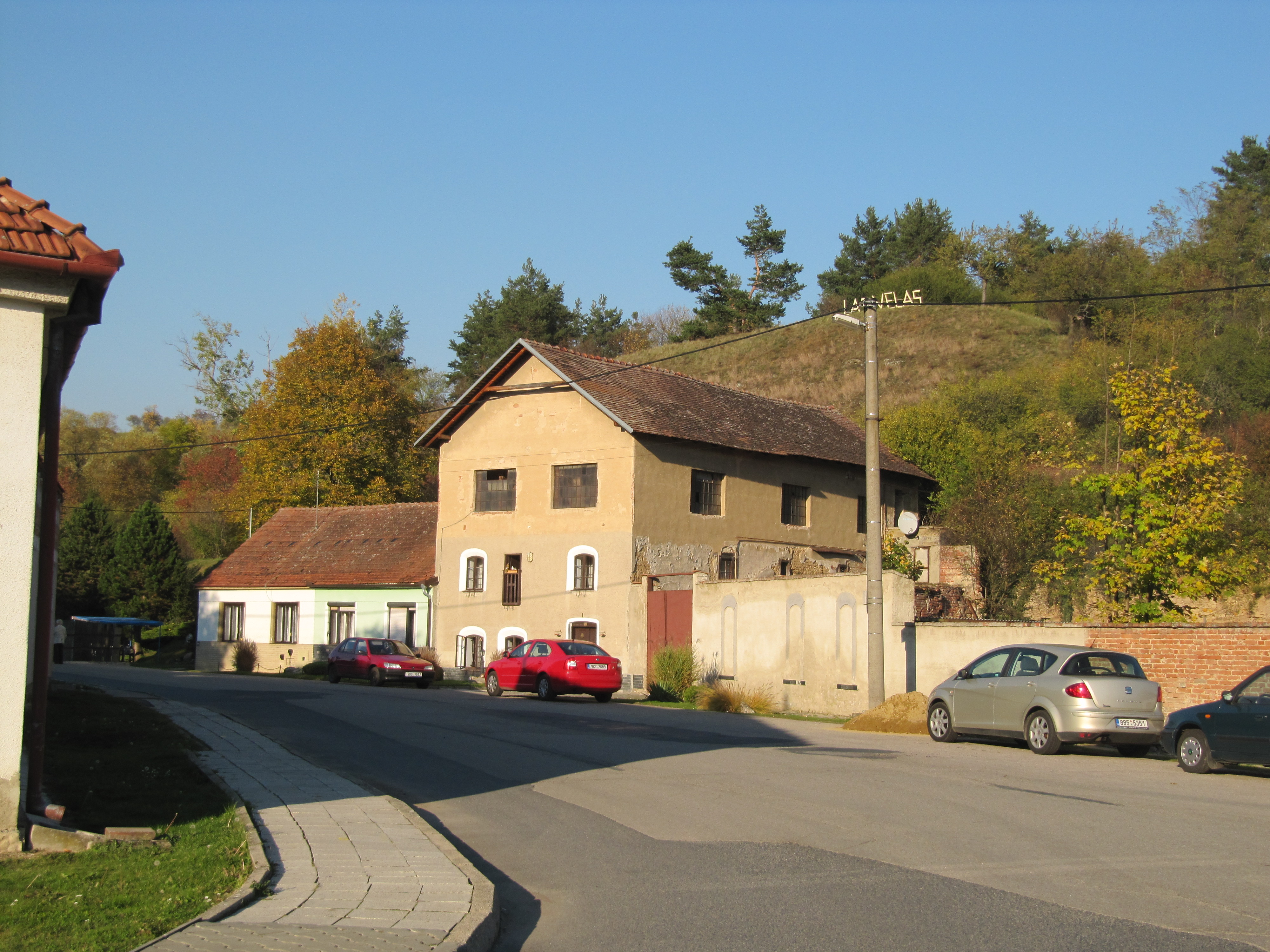
Bývalý mlýn
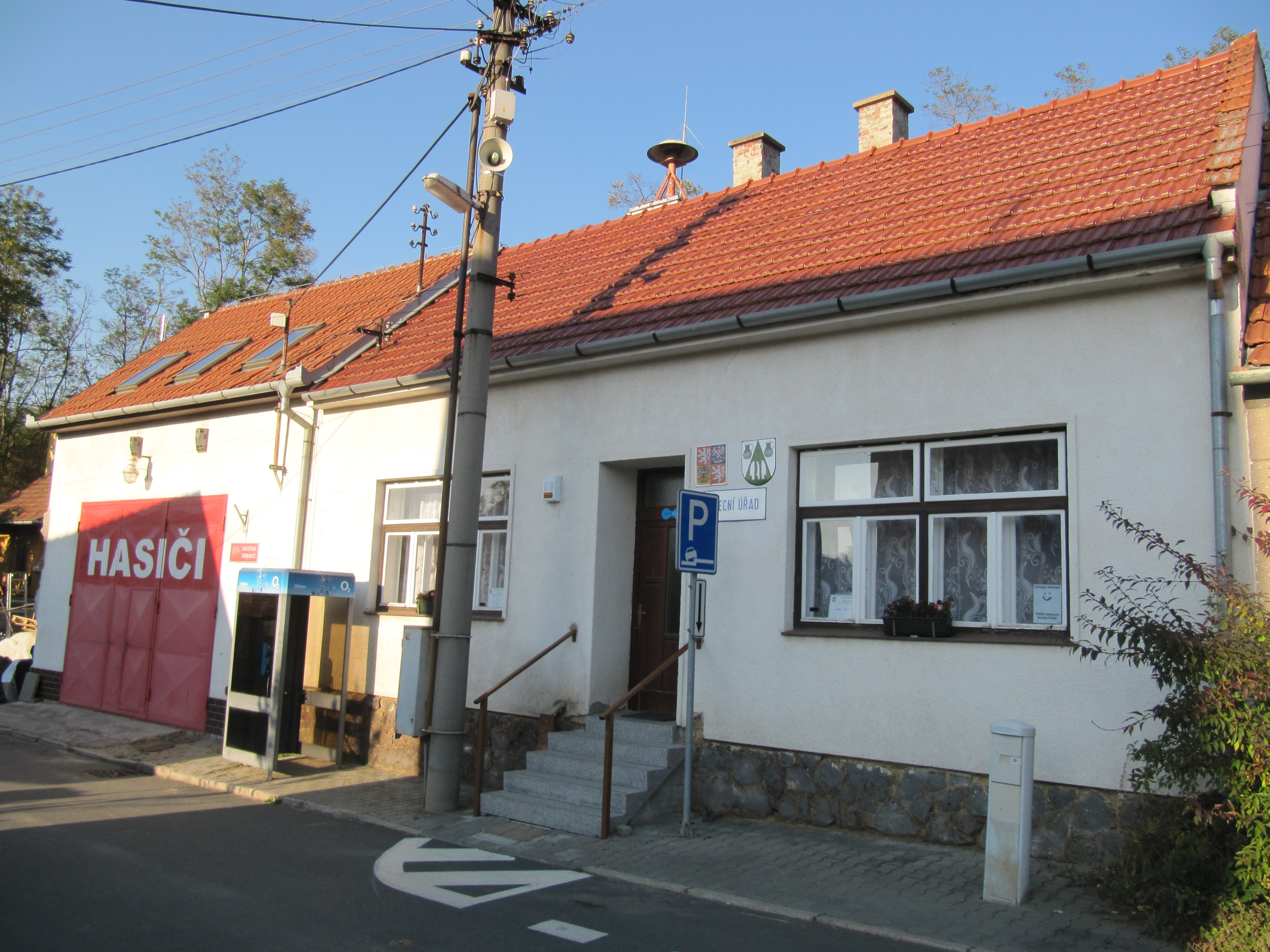
obecní úřad
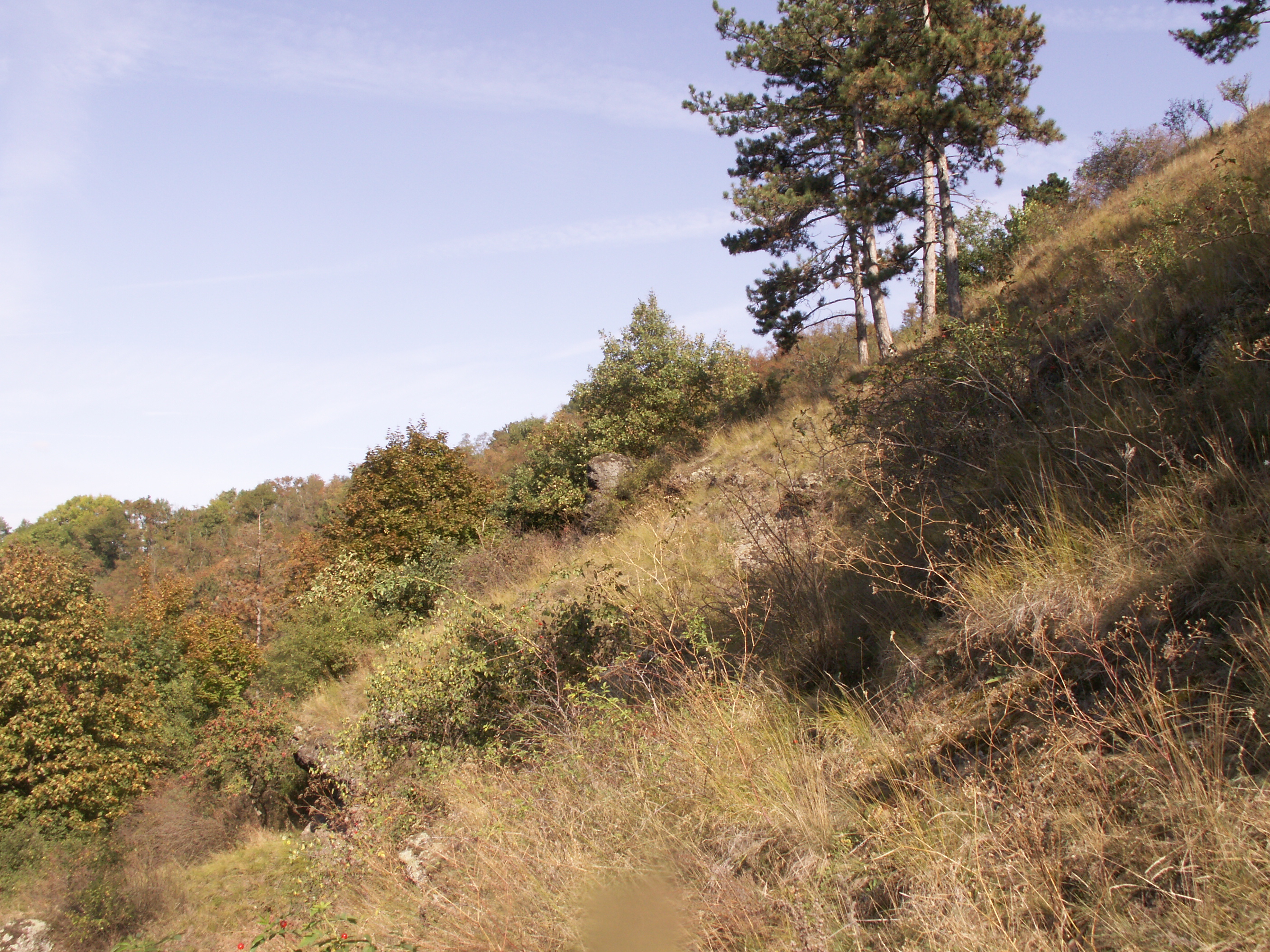
Velatická slepencová stráň
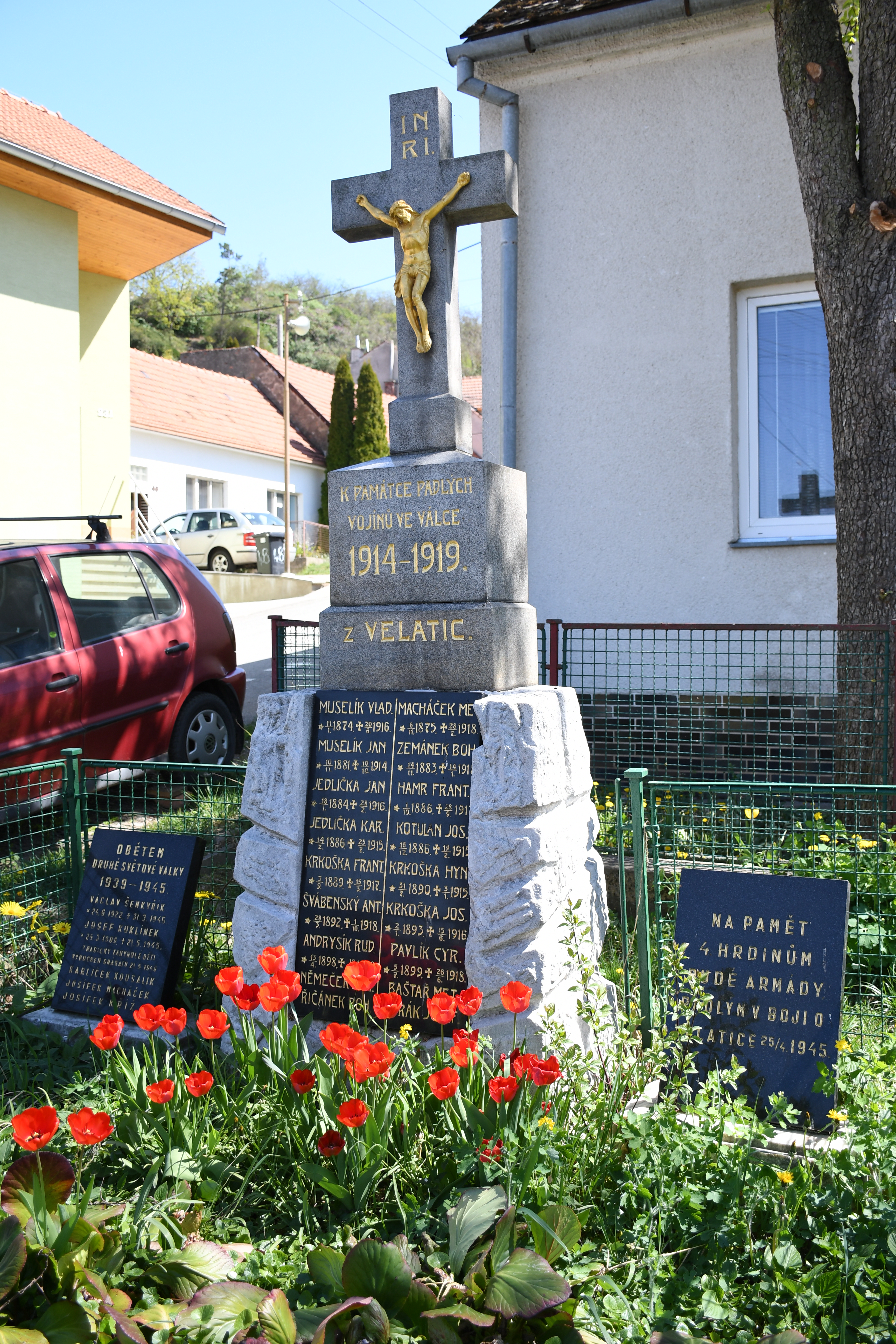
Pomníky obětem dvou světových válek